# Павлова Валентина Олександрівна
Валенти́на Олекса́ндрівна Па́влова (нар. 22 серпня 1945, тепер Російська Федерація) — українська радянська діячка, новатор виробництва, прядильниця Донецького бавовняного комбінату імені XXV з'їзду КПРС. Член Ревізійної комісії КПУ в 1981—1986 роках. Член ЦК КПУ в 1986—1990 роках.

## Біографія
Новатор виробництва. У 1970—1980-х роках — прядильниця Донецького бавовняного комбінату імені XXV з'їзду КПРС Донецької області. Працюючи на розширеній зоні обслуговування, за 10-ту п'ятирічку виконала 13 річних норм. У квітні 1982 року знову перевиконала декілька річних планів.
Член КПРС з 1977 року.
Потім — на пенсії у місті Донецьку.

## Нагороди
- орден Трудового Червоного Прапора
- ордени
- медалі
- заслужений працівник легкої промисловості Української РСР